# Соціалізм в окремо взятій країні
Соціалізм в окремо взятій країні або побудова соціалізму в окремо взятій країні (під якою розумівся СРСР) — політична концепція, що змінила в Радянському Союзі ідею світової революції та передбачала побудову соціалізму спершу в одній або декількох країнах без одномоментного (як мінімум — на перших порах) «поширення» його (захоплення влади шляхом заколотів) у глобальному масштабі.

## Ленін
На противагу ідеї світової революції, яку теоретично обґрунтував Ф. Енгельс, В. І. Ленін відзначав на перших етапах і можливість побудови соціалізму в окремо взятій країні у 1915 році. Так, пізніші апологети соціалізму в окремо взятій країні цитували статтю Леніна «Про лозунг Сполучених Штатів Європи», де сказано таке: 
|  | "Нерівномірність економічного і політичного розвитку є безумовний закон капіталізму. Звідси виходить, що можлива перемога соціалізму спочатку в небагатьох або навіть в одній, окремо взятій, капіталістичній країні" |

, а також цитували виступ Леніна 14 травня 1918 року, коли він промовив таке:
|  | "Я знаю… є, звичайно, мудреці, які вважають себе дуже розумними та навіть називають себе соціалістами, які запевняють, що не слід було брати владу до тих пір, поки не вибухне революція в усіх країнах. Вони не підозрюють, що, говорячи так, вони відходять від революції та переходять на бік буржуазії. Чекати, поки трудящі класи зроблять революцію в міжнародному масштабі, — це означає всім застигнути в очікуванні. Це нісенітниця |

Попри це домінуючою в перші роки СРСР залишалася ідея світової революції, що було закріплено і в Конституції СРСР 1924 року:
|  | «Нова союзна держава… послужить вірним оплотом проти світового капіталізму та новим рішучим кроком на шляху об'єднання трудящих усіх країн у Світову соціалістичну радянську республіку». |

## Сталін
Поразка кількох пролетарських революцій в таких країнах, як Німеччина та Угорщина, поклали край надіям більшовиків на майбутню світову революцію і спонукали Й. Сталіна розпочати просування ідеї «соціалізму в одній країні». У першому виданні книги Основи Ленінізму (1924), Сталін був ще послідовником Леніна з ідеєю, що революції в одній країні недостатньо. Але вже на кінець року, у другому виданні книги, його позиція почала змінюватися на протилежну: «пролетаріат може і повинен побудувати соціалістичне суспільство в окремо взятій країні». У квітні 1925 Микола Бухарін розробив питання у своїй брошурі «Чи ми можемо побудувати соціалізм в одній країні і за відсутності Перемоги Західно-європейського пролетаріату?». Ця позиція була прийнята як державна після публікації статті Сталіна у січні 1926 «До питань ленінізму». СРСР тим часом перейшов від воєнного комунізму до Нової економічної політики.
1936 року згадка про Світову соціалістичну радянську республіку було видалено з Конституції СРСР 1936 року, при прийнятті «сталінської» Конституції. А 1938 Сталін опублікував в газеті «Правда» статтю «Відповідь товаришеві Іванову, Івану Филиповичу», в якій дав своє обґрунтування питанню. Стаття написана у формі відповіді на запитання «товариша Іванова», в якій це запитання поділено на два — внутрішнє і зовнішнє.
У відповідь на «внутрішнє» питання, про те, чи можливий соціалізм в окремо взятій країні, Сталін цитує Леніна в тому, що «у нас є все необхідне, щоб побудувати повний соціалізм» і зазначає, що попри твердження Троцького, Зитнов'єва і Каменєва («які пізніше стали шпіонами і фашистськими агентами»), соціалістичне суспільство в основному вже побудовано. Натомість у відповідь на зовнішнє питання про те, чи можлива остаточна перемога соціалізму над капіталізмом, Сталін цитує Леніна в тому, що остаточна перемога можлива лише за умови допомоги робітників і селян інших країн.

## Період застою
В Конституції СРСР 1977 року декларувалося, що в СРСР побудовано соціалістичне суспільство. Згадувалися також «світова система соціалізму» та «інтернаціональна відповідальність» Радянського Союзу. Таким чином, соціалізм в окремо взятій країні, за офіційною позицією радянських лідерів, був до 1977 року побудований та існував, більш того, таких країн було декілька і вони співіснували в рамках «системи».
У реальності СРСР зразка епохи застою, хоч і не дотримувався юридично більш ідеї про світову революцію, але містив та очолював соціалістичний табір (Організацію Варшавського Договору, РЕВ), активно підтримував комуністичні партії в інших країнах світу та їх боротьбу (в тому числі збройну) проти легітимних урядів відповідних держав. При цьому у відносинах з деякими соціалістичними країнами — наприклад, Китаєм, Албанією — були суттєві складності та відбувалися конфлікти. Кілька разів радянські війська придушували антикомуністичні повстання в країнах Східної Європи, в Чилі був повалений президент-соціаліст, радянські військові радники прямували до країн Африки та Близького Сходу.
На початку 21 століття на Землі існує кілька держав (КНДР, Куба та ін.), які вважають себе соціалістичними або містять слово «соціалізм» у своїх назвах. З точки зору офіційних органів цих країн, соціалізм та соціалістичне суспільство в них існують.

## Критика
Теорії соціалізму в одній країні активно критикували Григорій Зінов'єв, Лев Троцький і продовжують критикувати їх послідовники. На їх думку, ця теорія суперечить основам марксизму і переконаності Леніна, в тому, що, кінцевий успіх соціалізму в одній країні залежить від успіху пролетарських революцій в «більш зрілих» країнах Західної Європі.
Сам Ф. Енгельс обґрунтовував неможливість соціалізму в окремо взятій країні так:

Працюючи на світовий ринок, велика промисловість уже поставила усі народи на Землі, і особливо цивілізовані народи, в такий тісний зв'язок один з одним, що ніхто вже не є незалежним від того, що відбувається з іншим. Крім того, соціальний розвиток цивілізованих країнах координується до такої міри, що в усіх них буржуазія та пролетаріат стають вирішальними класами, і боротьба між ними є щоденною великою боротьбою. Звідси випливає, що комуністична революція не буде лише національним явищем, але має відбуватися одночасно в усіх цивілізованих країнах — принаймні, в Англії, Америці, Франції та Німеччині. "-.
— Фрідріх Енгельс, Принципи комунізму, 1847